# Checker Motors Corporation
Checker Motors Corporation era una empresa estadounidense subcontratista de laindustria automotriz con sede en Kalamazoo (Míchigan). También fabricaba los taxis utilizados por Checker Cab. La compañía fue fundada por Morris Markin en 1922 a través de una fusión de las empresas Commonwealth Motors y Markin Automobile Body.
Checker fabricó el icónico taxi estadounidense, valorado por compañías de todo el país por su durabilidad en condiciones de uso intensivo. Sus características especiales incluían puertas traseras anchas, asientos traseros y maletero grandes y asientos plegables para 2 pasajeros adicionales. La empresa tuvo problemas para competir con los descuentos de flota ofrecidos por los fabricantes más grandes, así como con las economías de escala en la adquisición de componentes. Los modelos finales se produjeron en 1982. Después de 1982, Checker invirtió significativamente en el negocio de fabricación para terceros, trabajando como subcontratista  de GM y Chrysler.
El 16 de enero de 2009, la empresa solicitó acogerse al Capítulo 11 de la Ley de Quiebras de los Estados Unidos.

## Historia
Morris Markin (un fabricante de ropa de Chicago) se convirtió en propietario de Markin Automobile Body, un fabricante de carrocerías de automóviles con sede en Joliet (Illinois), después de que el propietario incumpliera la devolución de un préstamo personal de 15.000 dólares. La instalación fabricaba carrocerías para Commonwealth Motors, que comercializaba los vehículos a empresas de taxis con el nombre comercial de Mogul.
Commonwealth Motors estaba al borde de la bancarrota, pero tenía un pedido de Checker Cab (una compañía de taxis de propiedad privada en Chicago que no tenía afiliación con Markin en ese momento). Markin fusionó Commonwealth Motors con Markin Automobile Body para cumplir el compromiso contractual. En 1930, los vehículos de Checker se fabricaron con los colores negro, granate, amarillo o canario.
Markin adquiriría lentamente Checker Taxi of Chicago en el transcurso de la década de 1920. En 1929, también compró la Yellow Cab Company a John D. Hertz.

### Modelos de la década de 1920[4]
| Modelo(año)           | Motor       | HP    | Batalla              | Pasajeros |
| --------------------- | ----------- | ----- | -------------------- | --------- |
| Model C-44 (1922)     | 4-cilindros | 40    | N/A                  | 5-7       |
| Model H-2 (1923)      | 4-cilindros | 22.5  | 127 plg (3226 mm)    | 5         |
| Model E (1924)        | 4-cilindros | 22.5  | 117 plg (2972 mm)    | 5         |
| Model E (1925-1926)   | 4-cilindros | 22.5  | 117 plg (2972 mm)    | 5         |
| Model F (1926-1927)   | 4-cilindros | 22.5  | 117 plg (2972 mm)    | 5         |
| Model G-4 (1927-1928) | 4-cilindros | 22.5  | 117 plg (2972 mm)    | 5         |
| Model G-6 (1927-1928) | 6-cilindros | 27.30 | 124,75 plg (3169 mm) | 5         |
| Model K-6 (1929)      | 6-cilindros | 27.30 | 127 plg (3226 mm)    | 6         |

Hubo cambios importantes en Checker en 1928, con la introducción de un modelo verdaderamente nuevo, el Model K. Con un diseño avanzado y moderno para su época, pasó a ser un taxi especialmente diseñado con lujosos detalles de estilo de coche urbano. La carrocería se integró en su diseño de parachoques a parachoques; ya no poseía el clip frontal del Commonwealth Mogul acoplado a una carrocería de taxi presentada por primera vez en 1918.

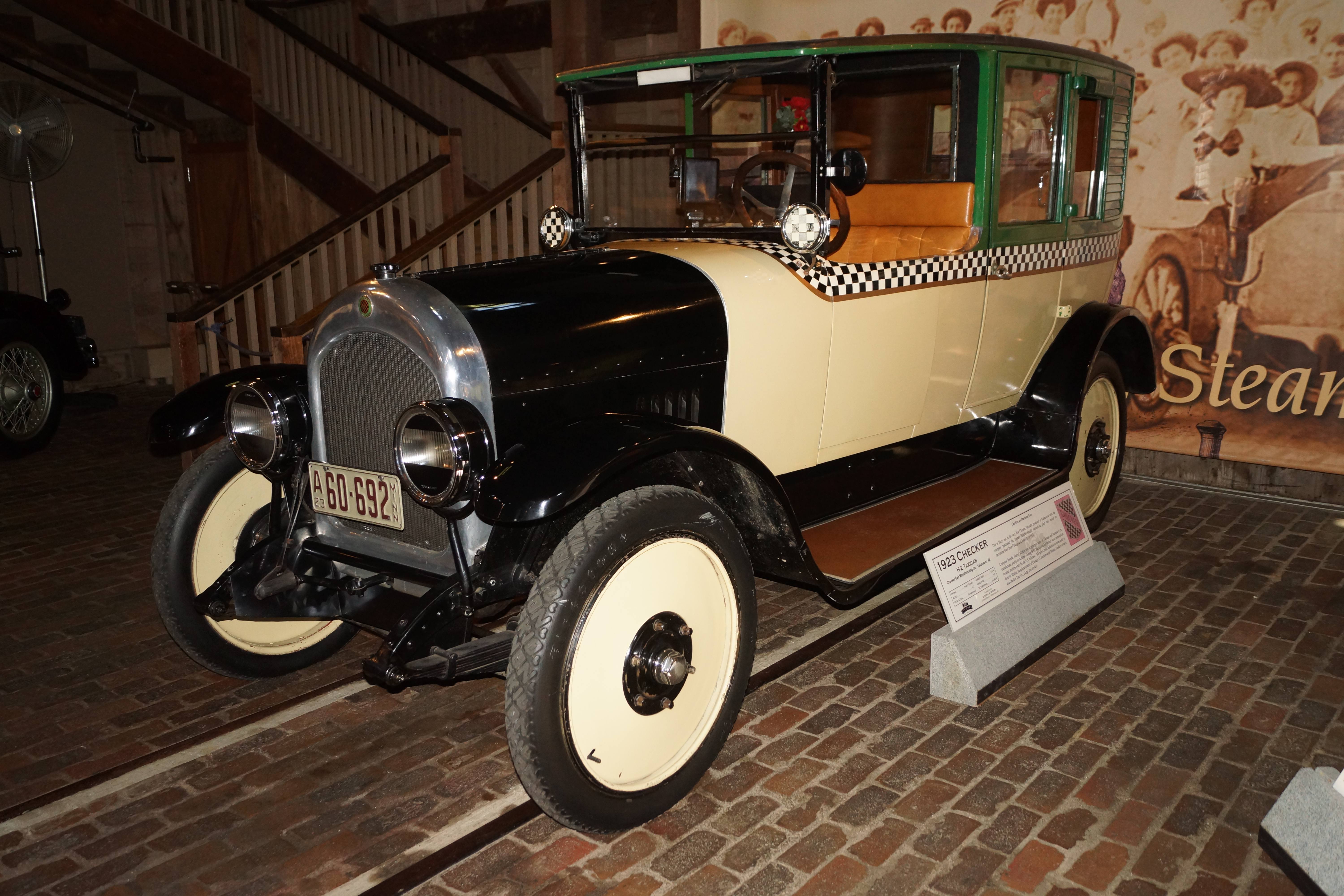
Checker H-2 de 1923

El Modelo K fue el primer diseño básico de Checker, presentado 6 años después de la fundación de la compañía. De acuerdo con los Checker anteriores, el Model K utilizaba una distancia entre ejes de 127 pulgadas y el Buda de seis cilindros era ahora el único motor disponible. En el primer mes tras su introducción, se recibieron más de 4800 pedidos. Para enero de 1929, se habían producido y vendido 950 unidades. A finales de enero de 1929, más de 8000 Checker realizaban carreras de taxi en la ciudad de Nueva York, una ciudad con un parque total de 21 000 taxis. Esto convirtió a Checker en uno de los dos constructores de taxis dominantes en los EE. UU., junto con Yellow Cab Manufacturing. Entre los dos fabricantes sacaron del mercado a los otros productores de taxis, Premier, Pennant y HCS. Estos dos gigantes de los taxis se enfrentarían durante la década siguiente.

### Década de 1930
1931 fue un año rentable para Checker, pero la situación cambiaría pronto en 1932, cuando la depresión finalmente alcanzó a la compañía y después de varios años rentables, las ventas colapsaron y Checker comenzó a perder dinero, generando pérdidas mes tras mes. La economía estaba tan mal que Checker cerró durante varias semanas a finales de 1932. A pesar de las pérdidas de 1932 y utilizando fondos mínimos, Checker pudo introducir un nuevo taxi para 1933, el Modelo T. El nuevo taxi utilizaba el también nuevo Motor Lycoming GU o GUC de 8 cilindros, producido por Lycoming de Lewistown, Pensilvania, un fabricante de motores independiente propiedad de E L Cord, cuyo creciente imperio automotriz incluía marcas tan icónicas como Auburn, Cord y Duesenberg (A-C-D).
En 1933, Checker también produciría una versión diseñada por la marca del Modelo T, el Auburn Safe-T-Cab para A-C-D, que se vendió en cantidades limitadas a la Safe-T-Cab Company en Cleveland. En aquel momento Checker comenzó una asociación más significativa con A-C-D.
1933 encontró a muchos fabricantes de automóviles en medio de importantes problemas financieros, y Checker también necesitaba recapitalizarse. Desafortunadamente para el director ejecutivo de Checker, Morris Markin, la compañía fue objeto de una adquisición corporativa hostil a través de una serie de transacciones de capital. La junta corporativa fue reducida en tamaño por un grupo de inversores encabezado por el millonario Pierre S. du Pont. La junta más pequeña, que incluía a du Pont, votó que Markin abandonara Checker.
Pero Morris Markin guardaba un as en la manga. Todavía mantenía cierto grado de propiedad en la empresa, y tenía opciones para adquirir una participación mayoritaria. Diez días después, Markin aseguró los fondos necesarios a través de E L Cord para recuperar el control de la empresa Checker. Con los fondos asegurados, la nueva propiedad establecida y una alianza con A-C-D, Cord se convirtió en dueño de Checker y la compañía se integró verticalmente en A-C-D, lo que permitió que Checker operara de manera autónoma y pudiera utilizar el talento de ingeniería de Herb Snow.
En 1934, Checker comenzó a desarrollar un nuevo taxi, el Modelo Y. Fue la tercera oferta en la evolución del Modelo K de 1928 y su apariencia fue bastante llamativa, con muchos detalles de estilo que recordaban a su nuevo primo corporativo, el Auburn, aunque en versión comercial.
El Model Y también sirvió como plataforma para muchos nuevos conceptos de Checker, que se utilizarían durante los 50 años siguientes. La versión de distancia entre ejes larga se podía comprar en variaciones de 6 y 8 puertas y también ofrecía un maletero integrado, una novedad en la industria automotriz. Esta configuración generó el primer automóvil producido en masa con un diseño de tres volúmenes, años antes de las ofertas de posguerra de Studebaker en 1947 o de Ford en 1949.
Otras características incluyeron un asiento del conductor ajustable en múltiples posiciones y ventanas de vidrio en el techo, que encantarían a los pasajeros cuando visitasen las principales ciudades. Las apariencias por sí solas no eran las únicas similitudes con Auburn: el Model Y utilizaba el motor Lycoming GFD de 8 cilindros en línea de 148 hp, el mismo motor que se usó en el Auburn 850, aunque más tarde, en 1936, existió la opción de utilizar un motor Continental de 6 cilindros. Este taxi se produciría hasta 1939.
Además de la producción de automóviles, Checker desempeñó un papel importante como proveedor automotriz externo de estampados de carrocería como repuestos originales. A finales de la década de 1930, Checker produjo carrocerías de camiones para Hudson además de fabricar cabinas completas de camiones Ford. También produjo carrocerías de camiones para la REO Motor Car Company.
En 1936 Cord se encontraría con algunos problemas, siendo investigado por la Comisión de Bolsa y Valores por sus transacciones con acciones de Checker Cab. Para evitar el enjuiciamiento en 1937, E L Cord vendió Cord Corporación a la Aviation Corporation. Aprovechando esta circunstancia, Morris Markin pudo asegurar el control completo de Checker. Auburn, Cord y Duesenberg desaparecieron, pero Checker continuó produciendo taxis.

### 1939: Checker Modelo A
El Modelo A se puso a la venta en 1940. Cuando se introdujo el Checker Modelo A, tenía más espacio interior que cualquier modelo anterior producido. También fue el primer Checker en migrar del concepto de limusina con su espacio separado para el conductor, centrándose en el negocio del taxi como contenedor de otros productos básicos. El folleto de presentación del Modelo A hizo un énfasis significativo en que los operadores de taxis debían considerarse a sí mismos como vendedores de productos básicos y debían pensar en nuevas formas para atraer clientes.
El Checker Modelo A incorporó nuevas características para mejorar la experiencia de viaje de los pasajeros del taxi, incluida la nueva capota landaulet, donde con solo tocar un dedo, el conductor podía bajar la sección trasera del techo para que los pasajeros pudieran viajar al aire libre. Si se requería sombra, se podía insertar un toldo de tela para reducir los efectos del sol y aun así mantener la sensación de estar al aire libre. Los pasajeros en los asientos plegables no se quedaban fuera de la experiencia, porque sobre sus cabezas había un techo de vidrio ventilado que los pasajeros podían abrir para aumentar el flujo de aire fresco y, al mismo tiempo, disfrutar de las vistas a través del techo de vidrio. Tanto el techo de cristal como el techo landaulet eran características exclusivas de Checker, patentadas en 1936 y 1939 respectivamente.
El taxista también viajó con la comodidad de las características exclusivas de Checker. El fabricante afirmaba que el asiento se podía ajustar en no menos de 15 posiciones, porque la empresa siempre había sostenido que un asiento cómodo permitiría al conductor conducir turnos más largos y generar mayores ganancias para los operadores de taxis. Esta exclusiva de Checker había sido patentada en 1931. Sobre la cabeza del conductor había un respiradero en el techo para permitir que el aire fresco fluyera hacia el compartimiento del conductor. El compartimiento del conductor ahora estaba protegido durante las cuatro estaciones y por primera vez se dotó de clafacción. Atrás quedaron los días en que los conductores estaban expuestos a la intemperie. El cambio de la transmisión manual se movió a la columna de dirección, nuevamente en un esfuerzo por mejorar la experiencia de manejo en general.
En su parte trasera, el Modelo A tenía el estilo aerodinámico de muy buen gusto que era muy popular en ese momento. Por otro lado, la parte delantera siempre obtuvo opiniones contundentes de los fanáticos de los automóviles. Las primeras representaciones artísticas del Modelo A muestran un diseño aerodinámico integrado de adelante hacia atrás, pero el automóvil de producción en serie lucía un frontal único, de reminiscencias casi góticas. No está claro por qué se hizo el cambio principal en el estilo de la parte delantera, pero se ha dicho que los guardabarros "sugar scoop", heredados en parte del Model Y anterior, se diseñaron específicamente para brindar una mayor seguridad contra daños en las llantas en el caso de los accidentes menores propios del tráfico urbano. En ese momento, otros taxis con guardabarros aerodinámicos corrían el riesgo de que se les perforara una llanta en un accidente menor, mientras que el Modelo A tenía una mayor probabilidad de librarse de daños significativos.
El Checker Model A solo se fabricó durante dos años completos, 1939 y 1940. En 1941 se produjo un modelo más corto, debido a la Segunda Guerra Mundial.

### Segunda Guerra Mundial - Impacto y nuevos diseños
Con los años creció el rumor de que Morris Markin había fundido todo el utillaje con el que se fabricaban los taxis, con el fin de contribuir al esfuerzo de guerra. La producción de automóviles cesó durante la lucha contra Adolf Hitler y los japoneses, y durante este período, Checker suministró al ejército remolques para ser utilizados con ese nuevo invento bélico, el Jeep
Durante la Segunda Guerra Mundial, Checker fue uno de los muchos productores del remolque Ben Hur G518 para el Ejército de los Estados Unidos.
Cuando terminó la guerra, Checker se enfrentó al desafío de diseñar y producir un nuevo automóvil de posguerra. Durante este período, contó con dos consultores innovadores, Herbert J Snow y Ray Dietrich. Snow fue anteriormente el jefe de ingeniería en Auburn-Cord-Duesenberg, siendo el líder de ingeniería que diseñó el sistema de tracción delantera utilizado en el clásico Cord 810. Así mismo, en mayo de 1938 contrató a Ray Dietrich como consultor, por la considerable suma de cien dólares al día. Al igual que Snow, Dietrich era un diseñador experimentado que había trabajado para Briggs, Le Baron y, finalmente, Chrysler. El ascenso de Dietrich en Chrysler se basó en gran medida en su rediseño del Chrysler Airflow, y sus Airstream resultantes salvaron a Chrysler del fracaso de ventas del Airflow.
Ahora, con dos de los mejores ingenieros de la industria automotriz, Checker se dispuso a presentar un sustituto para el Modelo A. Llamado Modelo B, el nuevo y poco convencional Checker iba a ser muy diferente de los Checker del pasado, o de cualquier otro coche fabricado en los Estados Unidos. La propuesta de Snow sería un vehículo con motor trasero y tracción trasera, muy parecido al Volkswagen Microbus de la década de 1950. En un memorando de mayo de 1945, Snow expuso su visión. Escribió: "El propósito principal de un vehículo de este tipo es transportar pasajeros de manera cómoda y económica. Para hacer esto, los pasajeros deben colocarse en la posición de asiento y conducción más ventajosa. El vehículo debe ser ligero para operar económicamente. Mantener el peso al mínimo significa que todo el vehículo debe ser lo más compacto posible, pero sin sacrificar el espacio para los pasajeros". El proyecto avanzó hasta el desarrollo de un prototipo designado como Model C, que utilizaba un motor Continental de 6 cilindros en línea y válvulas laterales colocado transversalmente en la parte trasera de la cabina, acoplado a una transmisión manual Warner de tres velocidades. La longitud total de la cabina era de 198,5 plg (5042 mm) y la distancia entre ejes era de 100 plg (2540 mm). Al tratarse como era norma en Checker de un "automóvil ensamblado", muchos componentes para el Modelo C se obtuvieron del "contenedor de piezas" de otros fabricantes y productores independientes. En el caso del ejemplar de prueba, la suspensión delantera y trasera, los frenos y las ruedas eran de origen Studebaker.
El vehículo de prueba pasó por pruebas exhaustivas y los resultados fueron malos. Antes de morir, Snow le contó al escritor automovilístico Karl Ludvigsen lo que había sucedido con el proyecto:

"Las objeciones a este diseño eran que un vehículo de este tipo con el motor montado en la parte trasera y por detrás del eje trasero no puede tener una buena distribución del peso con una distancia entre ejes razonable. Había demasiado peso en las ruedas traseras para obtener una buena maniobrabilidad y rendimiento. Además, teníamos los asientos de los pasajeros uno frente al otro como en los trenes y consideramos que esto sería muy objetable para los pasajeros que viajaban hacia atrás en el asiento más adelantado".

Dado su mal manejo y la cuestionable comodidad de los pasajeros, el proyecto fue cancelado.
En el verano de 1945, Snow pasó a un nuevo proyecto, el Checker Model D. Al igual que el Model C, no era convencional. Sería un vehículo de tracción delantera con un motor transversal montado delante de la cabina. Los planes requerían que se produjera una cantidad significativa de variaciones, incluidos sedanes, limusinas, familiares, cupés, convertibles y camionetas.
Se desarrollaron dos prototipos en funcionamiento, un sedán de cinco pasajeros y un taxi de siete pasajeros. Los prototipos estaban equipados con motores Continental de 6 cilindros montados transversalmente acoplados a una transmisión manual de 3 velocidades. Los prototipos disponían de una distancia entre ejes de 112 plg (2845 mm) dentro de una longitud total de 189,5 plg (4813 mm), seis pulgadas más corto que el sedán Ford de 1946 y un pie más corto que el prototipo del Modelo C. El estilismo de Dietrich era bastante atractivo y actual. A diferencia del Modelo A, su estilo frontal estaba bien integrado en el diseño general del automóvil, con un parecido muy cercano al Chrysler de 1941.
Los dos prototipos fueron probados durante más de 100 000 millas (161 000 km). El taxi fue probado en servicio real, acumulando más de 35 000 millas (56 000 km) y el sedán recorrió en pruebas un total de más de 65 000 millas (105 000 km). Según Snow, citado en Special Interest Auto Magazine en 1973, "los pasajeros comentaron las excelentes cualidades de conducción y los conductores afirmaron que era fácil de mantener en la carretera, y que se manejaba bien en el tráfico y en la carretera". Probado a principios del invierno, según Snow: "En fuertes tormentas de nieve en condiciones adversas de la carretera, se desempeñó excepcionalmente bien, saliendo de las aceras bloqueadas con nieve sin dificultad". Aunque ambos vehículos superaron bien las pruebas, al final parecía que el Modelo D tendría un costo de producción por unidad más alto. Las pruebas también indicaron que el costo de mantenimiento para el FWD Checker más complejo sería más alto de lo que los operadores de taxis considerarían aceptable. El proyecto Model D se canceló en 1946, lo que dejó a Checker con un problema importante. La compañía no había producido un automóvil en cerca de cinco años e, independientemente de lo que Markin hubiera hecho con el antiguo utillaje para fabricar las carrocerías, no quedaba nada del Modelo A para continuar la producción en los años de la posguerra. Se inició un nuevo esfuerzo para desarrollar rápidamente una versión modificada del Model A: el producto resultante sería el Model A2.

### Checker Model A2
Checker desarrolló rápidamente un reemplazo para el Modelo A, combinando la configuración del chasis y el motor del Modelo A original con la carrocería del Modelo D diseñada por Dietrich. El vehículo resultante se llamó Model A2. El compartimiento de pasajeros de la carrocería del A2 era prácticamente idéntico al del Modelo D, la única diferencia era la longitud del módulo delantero, que fue rediseñado con el fin de adaptarse a un motor de culata plana Continental de 6 cilindros en línea delantero y una configuración de tracción trasera del Model A. Las dimensiones del Checker A2 eran consistentes con la mayoría de los automóviles grandes producidos en EE. UU., con una longitud total de 205,5 pulgadas (5220 mm) y una distancia entre ejes de 124 pulgadas (3150 mm).
El Modelo A2 se desarrolló en menos de un año y se presentó al público el 15 de diciembre de 1946 en la revista Automotive Industries. A pesar del tiempo limitado y el ritmo de desarrollo vertiginoso, Herb Snow aún pudo agregar su bastidor X-Frame patentado al nuevo A2 y así continuar estableciendo el estándar para los vehículos especialmente diseñados como taxis. El A2 era un automóvil elegante con guardabarros tipo pontón que fluían hacia las puertas, un capó largo clásico y una cabina de pasajeros curvilínea. La línea de la carrocería detrás del parabrisas era comparable con el estilo de otros coches clásicos de la época. Con respecto al antiguo Modelo A faltaban la ventilación del techo del conductor, el techo de vidrio y el techo descapotable del landaulet.

### Checker Modelo A3
Al año siguiente, en agosto de 1947, Checker presentó otro modelo, el A3. Llamado automóvil de placer, fue la primera entrada oficial de Checker en el mercado no relacionado con los taxis, un automóvil que podría venderse en los mercados de limusinas "Black Car" que estaban creciendo en la mayoría de las ciudades de EE. UU. Una versión de lujo del A2, el A3 lucía un asiento delantero tipo banco, un mayor número de elementos cromados, y estaba equipado con un maletero trasero. Esta fue la primera vez que Checker ofreció un maletero como equipo estándar. Dado que el A2 fue diseñado como un taxi, no tenía maletero. Esto se debió a que muchas ciudades de EE. UU. todavía tenían leyes que prohibían los taxis equipados con maletero. Muchas de estas leyes se remontaban a la época de la prohibición, cuando los contrabandistas transportaban bebidas alcohólicas ilegales fuera de la vista de la policía en los maleteros de los taxis.

### 1947 - Expansión en el mercado de automóviles de pasajeros
La compañía ingresó en el negocio de automóviles de pasajeros de consumo en 1947 de manera limitada, pero a finales de la década de 1950 se expandiría en este mercado de forma más decidida. Las ventas se introdujeron gradualmente a nivel regional en los EE. UU. en 1959, comenzando en New York y Nueva Inglaterra. A nivel nacional, la introducción del Checker Superba tuvo lugar en el Salón del Automóvil de Chicago el 8 de febrero de 1960.
1956 - Una nueva categoría

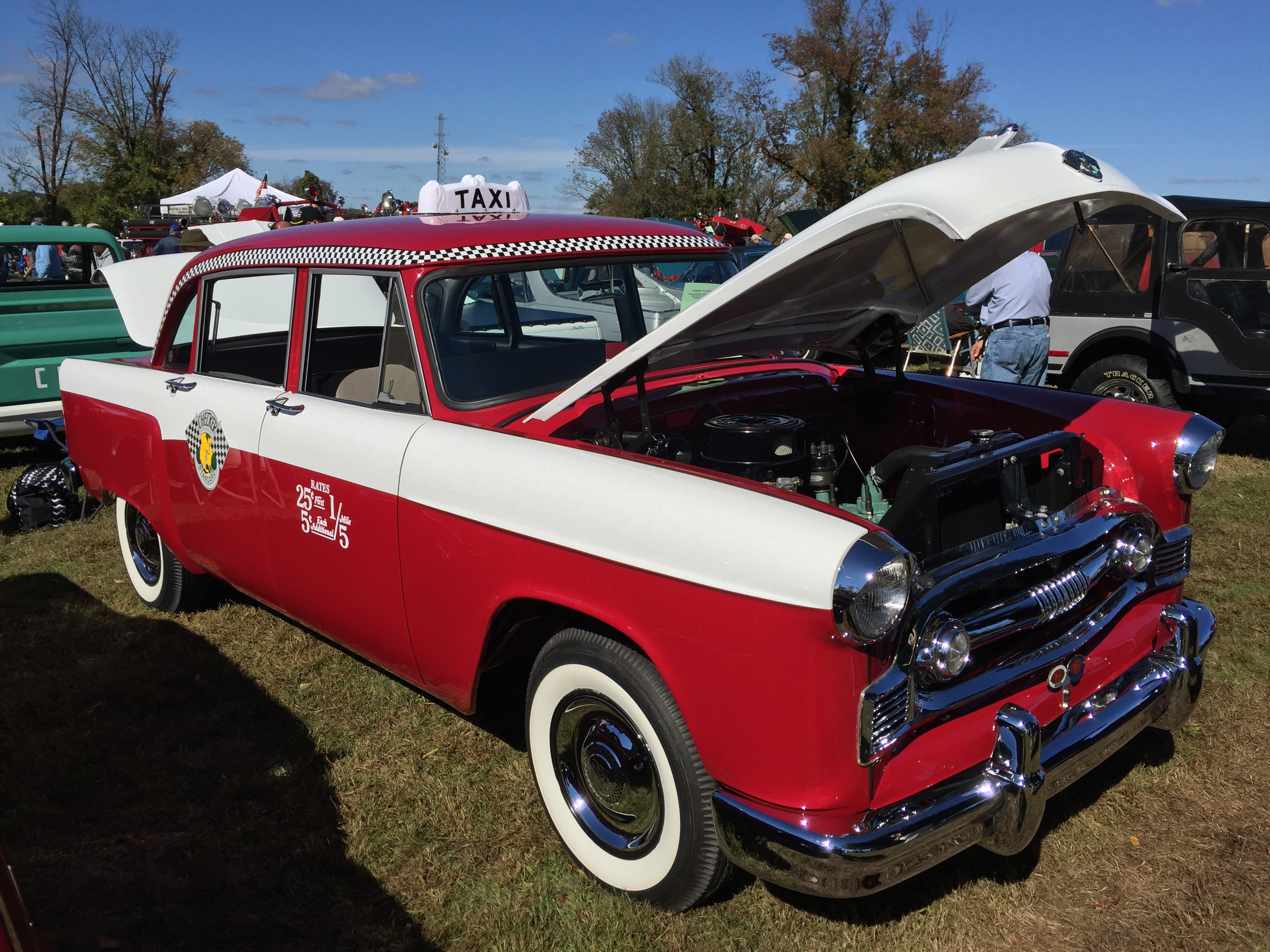
Checker A-8. Nótense los faros simples

Cuando la ciudad de Nueva York limitó la distancia entre ejes de los taxis a 120 pulgadas (3048 mm), Checker estaba listo con una carrocería completamente nueva que formaría el estilo básico hasta el final de la producción en 1982. Este era el A8, que presentaba un estilo cuadrado con costados lisos por primera vez. Producido entre 1956 y 1958, tenía faros delanteros simples y una parrilla tipo barra pesada en el frente, con luces traseras montadas en alto que se asemejaban al Chevrolet de 1953. Sin embargo, el chasis básico y el tren motriz se mantuvieron similares a los modelos anteriores que se remontaban al Modelo A de 1939, incluido su motor Continental de 6 cilindros en línea.
Para 1958, se introdujo un rediseño del A8, el A9. Presentaba faros dobles y una parrilla tipo caja de huevos revisada con luces de estacionamiento incorporadas, rodeada por un diseño de "radiante". Poco después de que se introdujera el A9, Checker comenzó a comercializar sus automóviles al público en general, siendo el primero de ellos el A10 Superba, que era un A9 "civil" sin el equipo de taxi. El Superba estaba disponible tanto como sedán de 4 puertas como familiar (denominado como A10W).

### Década de 1960
La red de distribuidores siguió creciendo a principios de la década de 1960. Durante esta década, Checker generalmente logró su volumen objetivo de vender entre 6.000 y 7.000 coches al año. En 1962, la producción superó los 8.000, aunque la mayoría eran taxis. Los sedanes de cuatro puertas y los familiares (modelos Superba y Marathon) también se anunciaron a clientes individuales en publicaciones exclusivas. Los anuncios enfatizaron la durabilidad del Checker y la atención a las mejoras de calidad. En 1962, se vendieron casi 3.000 automóviles a particulares, el 20% de la producción, pero ese porcentaje se redujo al 10% en la década de 1970.
En 1964, el estado de Nueva York persiguió a Markin y Checker por cargos antimonopolio, alegando que controlaba tanto el servicio de taxi como la fabricación de taxis y, por lo tanto, se favorecía a sí misma en el cumplimiento de los pedidos. En lugar de permitir que los conductores de Checker comenzaran a comprar diferentes marcas de automóviles, Markin comenzó a vender licencias de taxi de la ciudad de Nueva York.
Al año siguiente, la empresa cambió el motor Continental estándar y ofreció un propulsor de seis cilindros en línea Chevrolet de 230 plg³ (3,8 L) o un motor V8 de bloque corto también Chevrolet de 283 plg³ (4,6 L).

### Década de 1970
En la década de 1970, el taxi Checker acumulaba ya varias generaciones de automóviles. Cuando comenzó la década, el diseño del Checker A11 había estado en producción durante casi veinte años, procedente en gran parte de un diseño de un molde de arcilla de 1950. Algunos componentes del chasis tenían un vínculo ancestral con el diseño del Modelo A de 1939. Claramente, era hora de que Checker considerara desarrollar un taxi moderno que le permitiera producir automóviles de cara al próximo siglo.
Se impulsaron varios proyectos en el intento de desarrollar un nuevo Checker. En 1974, US Steel y el constructor de prototipos Autodynamics de Madison Heights, Míchigan, propusieron una nueva idea para el Checker, denominada "Galva". El plan era diseñar un nuevo Checker utilizando técnicas de fabricación recientemente desarrolladas para producir un vehículo con una cantidad reducida de herramientas. Desafortunadamente, el proyecto nunca salió de la mesa de dibujo, debido a que la gestión de Checker seguía siendo rentable, por lo que continuaría produciendo el A11 y varios otros coches especiales.
En marzo de 1977, siete años después de la muerte de Morris Markin, el presidente retirado de GM, Ed Cole, y el concesionario de automóviles Victor Potamkin compraron Checker con la intención de reactivar la empresa y desarrollar un Checker nuevo y más moderno. Con Cole como presidente y director ejecutivo de la empresa, el plan era comprar automóviles Volkswagen parcialmente terminados procedentes de la nueva fábrica de Westmoreland en Pensilvania. Se pretendía enviarlos a la fábrica de Checker Motors en Kalamazoo, cortarlos por la mitad, insertar una sección para alargar el automóvil, levantar el techo y luego venderlos reconfigurados como taxis. Menos de 90 días después de unirse a Checker, Cole murió cuando su avión se estrelló cerca de Kalamazoo en mayo de 1977. En agosto de 1977, el proyecto Checker-VW se presentó en la revista Road & Track, pero se desechó poco después, cuando se concluyó que el Volkswagen no era adecuado para el servicio de taxi.
Datos del modelo de 1970
| Modelo   | Motor      | Potencia                                           | Transmisión          | Batalla           | Longitud          | Ancho            | Altura sobre el suelo |
| -------- | ---------- | -------------------------------------------------- | -------------------- | ----------------- | ----------------- | ---------------- | --------------------- |
| Marathon | 250 CID I6 | 145 HP (147 CV) (1971); 110 HP (111,5 CV) (1978)   | 3-marchas automática | 120 plg (3048 mm) | 204 plg (5182 mm) | 76 plg (1930 mm) | 7,5 plg (191 mm)      |
| A11E     | 350 CID V8 | 245 HP (248,4 CV) (1971); 160 HP (162,2 CV) (1978) | 3-marchas automática | 129 plg (3277 mm) | 213 plg (5410 mm) | 76 plg (1930 mm) | 7,5 plg (191 mm)      |

### Década de 1980

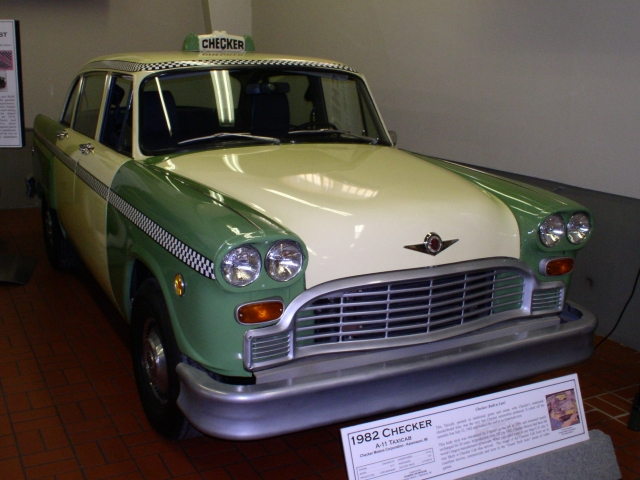
Taxi Checker de 1982 en verde y crema, con las bandas laterales ajedrezadas características de Checker. Este ejemplar es el último automóvil producido por la compañía, y se exhibe en el Museo Gilmore, en Hickory Corners

Para 1980, EE. UU. había atravesado dos crisis energéticas, una en 1973 y otra en 1979. Claramente, era hora de que Checker considerara desarrollar un taxi moderno y eficiente en combustible que le permitiera a la compañía producir automóviles de cara al siglo siguiente. Los cambios en el mercado también hacían que a Checker le resultara cada vez más difícil encontrar piezas adecuadas listas para emplear en su robusto vehículo, ya que General Motors (y Detroit en general) pasó a producir automóviles más ligeros.
A principios de la década de 1980, mediante una serie de transacciones financieras, David Markin monetizó la Checker Motors Corporation. Potamkin y la viuda de Cole recibieron un pago por su parte del negocio y ambos abandonaron la empresa. Markin volvió a tener el control total de CMC y los fondos disponibles para producir un nuevo Checker. Yendo más allá del proyecto Rabbit/Golf, el siguiente intento de Checker para producir un nuevo taxi se inició a través de una asociación con la división Fisher Body de General Motors. En 1980, General Motors presentó la línea X-Car, que supuso un gran cambio con respecto al diseño tradicional de GM. Era una plataforma con tracción delantera y motor transversal, similar al concepto adelantado en el Mini de British Motor Corporation. El nuevo Checker iba a ser de tracción delantera, algo irónico si se piensa que esta configuración ya fue probada por primera vez por Checker a mediados de la década de 1940 con el proyecto Model D.
La asociación planificada haría que Checker comprara "carrocerías en blanco" del Chevrolet Citation, que luego la propia Checker adecuaría para su uso como taxi. El proyecto produjo un prototipo de prueba del Citation, pero no tuvo mucho recorrido.
Según lo informado en el "Coachman" del 16 de julio de 1981, el boletín de la división de Fisher Body, GM no podía asegurar a Checker un suministro continuo de carrocerías del Citation durante un período de tiempo que cumpliera con los requisitos de Checker. Debe recordarse que en 1981, Checker había usado la misma carrocería durante 25 años. La política de renovación planificada de GM suponía que el Citation dejaría de producirse en 1985. Checker había planeado que el taxi Citation/Checker se introdujera en 1982. Claramente, Checker no podía permitirse gastar una cantidad significativa de dólares en un diseño que quedaría obsoleto apenas tres años después.
Los últimos intentos de Checker para introducir una nueva cabina se produjeron a principios de 1981. La compañía firmó un contrato con Autodynamics para desarrollar un nuevo modelo. El proyecto se llamó Galva II, una extensión del proyecto que comenzó originalmente en 1974. Autodynamics desarrolló un diseño que usaría los últimos componentes de GM desarrollados bajo el programa de automóviles GM X. Si tenía éxito, Checker podría modernizar los componentes de GM desarrollados en una carrocería construida por su cuenta y no tendría que depender de la carrocería del Citation.
Fisher Body también participó en el proyecto Galva. Se hicieron planes para que Fisher suministrara varios componentes de la carrocería, especialmente de las puertas: cerraduras, reguladores de ventanas, bisagras y manijas.
De acuerdo con el proyecto Galva original de 1974, la construcción del nuevo Checker se basaría en un número reducido de herramientas. Paul E. Newman de Autodynamics fue citado en Automobiles Quarterly comentando que: “Teníamos un concepto de construcción particular para ellos (Checker). Implicaba un utillaje de bajo coste y paneles laterales fácilmente sustituibles en caso de rotura”. Howard E. Klausmeier de Autodynamics fue citado en Automotive News afirmando que: “La intención es estandarizar los componentes y simplificar las herramientas y la fabricación tanto como sea posible. El único vidrio curvo será el parabrisas. Todos los demás vidrios son planos. Además, los componentes brindan un reemplazo fácil para la reparación y el mantenimiento mediante sistemas de conexión simplificados”.
En noviembre de 1981, Sab Hori describió más detalles del nuevo Checker para el escritor automovilístico John Melrose: "Vamos a intentar hacer todo lo posible para facilitar el mantenimiento del taxi... Tendremos guardabarros atornillados, posiblemente de plástico, y estamos considerando paneles de puerta atornillados hechos de plástico RIM (moldeo por inyección reforzado) o SMC (compuesto de moldeo de láminas) porque si un panel está dañado, sería más fácil reemplazarlo, como los de tipo flexible del nuevo Omega deportivo de Oldsmobile. También estamos pensando en cubiertas, puertas traseras y salpicaderos de plástico porque los costos de las herramientas necesarias para fabricarlos son más bajos. Como productor de bajo volumen, tenemos la ventaja de no preocuparnos por el ciclo lento del tiempo necesario para la fabricación de piezas de plástico. Y lo que estamos tratando de hacer es llegar lo más lejos posible con tecnología comprobada. Checker es una empresa tan pequeña que no podemos permitirnos el lujo de ser los líderes; tenemos que seguir las tendencias marcadas por otros".
El nuevo Checker tendría una suspensión trasera totalmente independiente. El diseño se basó en un sistema desarrollado por Firestone llamado Marsh Mellow, un cilindro de caucho reforzado con tela. Una solución sorprendente para Checker, el resorte Marsh Mellow era conocido por su fiabilidad, resistencia a la corrosión, bajo costo y simplicidad básica. Lo mejor de todo desde el punto de vista de Checker, a diferencia de un resorte de ballesta trasero convencional, si falla un resorte Marsh Mellow, el taxi no se habría salido de inmediato de la carretera. Esta característica haría que fuese apreciado por las flotas de taxis, dado que seguramente podría manejarse a la perfección en las calles llenas de baches de la ciudad de Nueva York.
En el momento del diseño, el jefe de ingeniería de CMC, Sab Hori, fue citado en Automotive News: “La nueva generación de diseño de taxis será un hatchback de cuatro puertas diseñado con parachoques, vidrios, iluminación, motores, transmisiones y estilo delantero/trasero idénticos. Los cuatro modelos tendrán bastidores de tipo envolvente, extendidos para vehículos más largos”, lo que indica que, al igual que los modelos CMC del pasado, estarían disponibles distintas variaciones de distancia entre ejes y configuraciones.
David Markin también fue citado en Automotive News, afirmando que "[e]l nuevo vehículo se venderá tanto a operadores de flotas como a particulares". Los planes requerían tres distancias entre ejes diferentes: 109 pulgadas (2769 mm) para seis pasajeros, 122 pulgadas (3099 mm) para ocho pasajeros y 128 pulgadas (3251 mm) para nueve asientos y un vehículo de techo elevado con capacidad para sillas de ruedas.
Al final, el proyecto fue cancelado. Al comparar la inversión requerida en el nuevo Checker con inversiones similares en el negocio de producción de terceros, la compañía optó por no participar en la producción de automóviles.
Durante todo este tiempo, los A11 y A12 originales todavía se estaban produciendo, aunque en cantidades cada vez menores, siendo actualizados para cumplir con los requisitos federales de seguridad y emisiones. En julio de 1982, el último automóvil Checker salió de la planta de ensamblaje de Kalamazoo. Era un taxi A11, pintado con los colores verde y marfil de Chicago. Checker había quedado fuera del negocio de fabricación de automóviles. En 1989, Checker Motors y Checker Holding Company participaron en una adquisición inversa con International Controls Corporation (Great Dane Trailers), y la empresa luego cambió su nombre a CRA Holdings. La empresa se reorganizó en 1995 en tres subsidiarias de propiedad absoluta: Yellow Cab (propietaria y alquiladora de taxis en Chicago), Chicago Autoworks (reparación de taxis y otros servicios) y CMC Kalamazoo. Otras subsidiarias incluyeron a la American Country Insurance Company (un proveedor de seguros de propiedad y accidentes), Great Dane (el mayor fabricante de remolques, contenedores y chasis para camiones) y South Charleston Stamping & Manufacturing Company. La empresa pasó a llamarse Great Dane Limited Partnership y fue adquirida por CC Industries, con sede en Chicago.
Comprado en agosto de 1989, Checker vendió South Charleston Stamping a Mayflower Corp. en noviembre de 1996. La compañía había sido propiedad de Volkswagen y apoyó la producción de automóviles Volkswagen en Pensilvania a fines de la década de 1970.
Checker Motors operó como una subsidiaria de CC Industries en el papel de un subcontratista automotriz, principalmente para General Motors, hasta comienzos del siglo XXI. Checker fabricó el estampado de carrocerías para varias líneas de camiones GMC/Chevrolet y componentes de chasis para Cadillac. David Markin, hijo del fundador Morris Markin, continuó actuando como director ejecutivo de CMC.

### Década de 2000
En 2008, debido a la gran Recesión y a los altos precios de la gasolina, las ventas de GM y otros fabricantes de automóviles se desplomaron. Como principal proveedor de GM, Checker vio caer significativamente sus ventas. La empresa tuvo ventas netas de 61 millones de dólares en 2008 y proyectó ventas para 2009 de solo 34,5 millones, una disminución del 43%. Durante el verano de 2008, Checker empleó a unos 340 trabajadores.
Mientras la economía de los Estados Unidos estaba en plena recesión, el director ejecutivo de Checker Motors, David Markin, fue víctima de la estafa piramidal iniciada y dirigida por Bernard Madoff. El nombre de David Markin aparece cinco veces en la lista oficial de víctimas de Madoff. Una dirección en la lista era 2016 North Pitcher Street, Kalamazoo, la de Checker Motors Corporation.
El 16 de enero de 2009, la empresa de Kalamazoo, que contaba con 87 años de existencia, se presentó ante la corte de bancarrotas Grand Rapids, Míchigan. La escalada de los precios de las materias primas y la disminución de las ventas de los productos de sus clientes se mencionaron como las principales razones de la presentación de la solicitud de quiebra, pero otra razón fueron los costos laborales. Se informó que no se pudo llegar a un acuerdo con los trabajadores sindicalizados después de un año de negociaciones.
En el momento de la quiebra, la base de clientes de Checker incluía a General Motors, Chrysler, Ford, Navistar International y GM Shanghai. Checker fue el octavo mayor proveedor de automóviles estadounidense en quebrar en aquellos años. GM y Chrysler solicitaron sendos procesos de quiebra solo unos meses después.
En febrero, Checker solicitó al Tribunal de Quiebras de EE. UU. para el Oeste de Míchigan que cancelara su contrato con 125 trabajadores sindicalizados y eliminara los beneficios de atención médica y pensiones para 176 jubilados sindicales. El 27 de febrero de 2009, el juez del caso de quiebra de Checker Motors Corp. desestimó la solicitud de la empresa de eliminar su contrato laboral. El juez de bancarrotas James D. Gregg estuvo de acuerdo con los abogados de United Steelworkers en que la compañía no había tratado a todas las partes involucradas en el procedimiento de manera justa cuando otorgó a cuatro altos ejecutivos un total de 275.000 dólares en bonos de retención antes de declararse en bancarrota.
En marzo de 2009, un comité de acreedores no garantizados en el caso de bancarrota le pidió al juez Gregg que considerara si las negociaciones entre el sindicato, United Steel Workers y Checker Motors podrían reanudarse y llegar a concesiones o si se debería contratar a un mediador, según documentos judiciales.
El 4 de abril de 2009, Checker notificó a sus más de 270 empleados que la empresa cerraría su negocio a finales de junio.
En una audiencia en la corte de bancarrotas celebrada el lunes 6 de abril de 2009, la empresa y los representantes sindicales manifestaron que tenían la intención de continuar tratando de negociar un nuevo contrato sindical que permitiría que Checker Motors sobreviviera.
En mayo, Checker recibió permiso para celebrar acuerdos con General Motors Corp. que tenían como objetivo ayudar al proveedor en bancarrota a mantenerse a flote hasta que pudiera negociar su propia venta a un nuevo propietario.
A finales de mayo, Checker anunció que encontró un comprador potencial, el Grupo Narmco. El 9 de junio de 2009, el juez Gregg aprobó la venta de Checker Motors Corp. a las subsidiarias de dos proveedores automotrices canadienses, Narmco Group LLC y Van-Rob Inc.
El Grupo Narmco, con sede en Windsor (Ontario), pagó 650.000 dólares por el negocio de Checker de fabricar ensamblajes soldados y de metal estampado para camiones GM y otros vehículos. Van-Rob Inc., con sede en Aurora, Ontario, pagó 950.000 dólares por parte del equipo de fabricación de Checker.
Christopher Grosman, un abogado que representaba a Checker Motors, le dijo al juez Gregg que las ofertas de Narmco y Van-Rob representaban el "valor más alto y mejor" para los acreedores de Checker. Grosman dijo que gran parte de la maquinaria de la empresa no se podía vender porque, a raíz de la reducción de personal en toda la industria automotriz, el mercado se había inundado con equipos similares.
La venta de 1,6 millones de dólares significó el final del camino para la empresa. Aproximadamente 125 trabajadores de Checker en Kalamazoo fabricaron piezas hasta el 30 de junio, y luego el negocio se transfirió a Canadá. En julio de 2009, General Motors Corp pagó 1,5 millones de dólares a Walker Tool and Dies por herramientas y troqueles que permanecieron en Checker. Walker Tool tenía gravámenes sobre las herramientas, por lo que se requería el pago para trasladar las herramientas a Canadá. Las herramientas se transfirieron a Canadá para fabricar el Buick Lacrosse.
El 14 de enero de 2010, la Checker Motor Company dejó de existir con la venta de su sede en Kalamazoo. Fue comprada por poco menos de 3 millones de dólares por una sociedad de cartera, Jones Group, que vendería los activos y limpiaría los 72 acres (29,1 ha) de terreno. El presidente de Checker, David Markin, fue citado en el New York Times afirmando que: "Se terminó. Nuestra familia está muy angustiada por el cierre de la empresa, pero se volvió inevitable".

## Vehículos comerciales

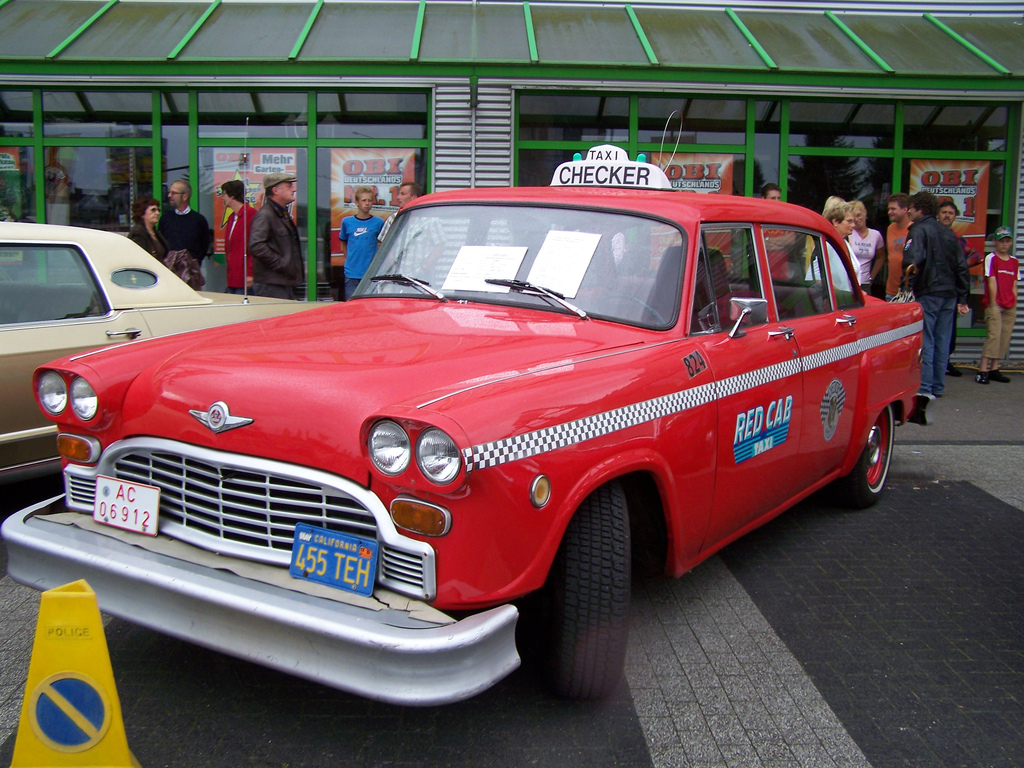
Checker Taxi

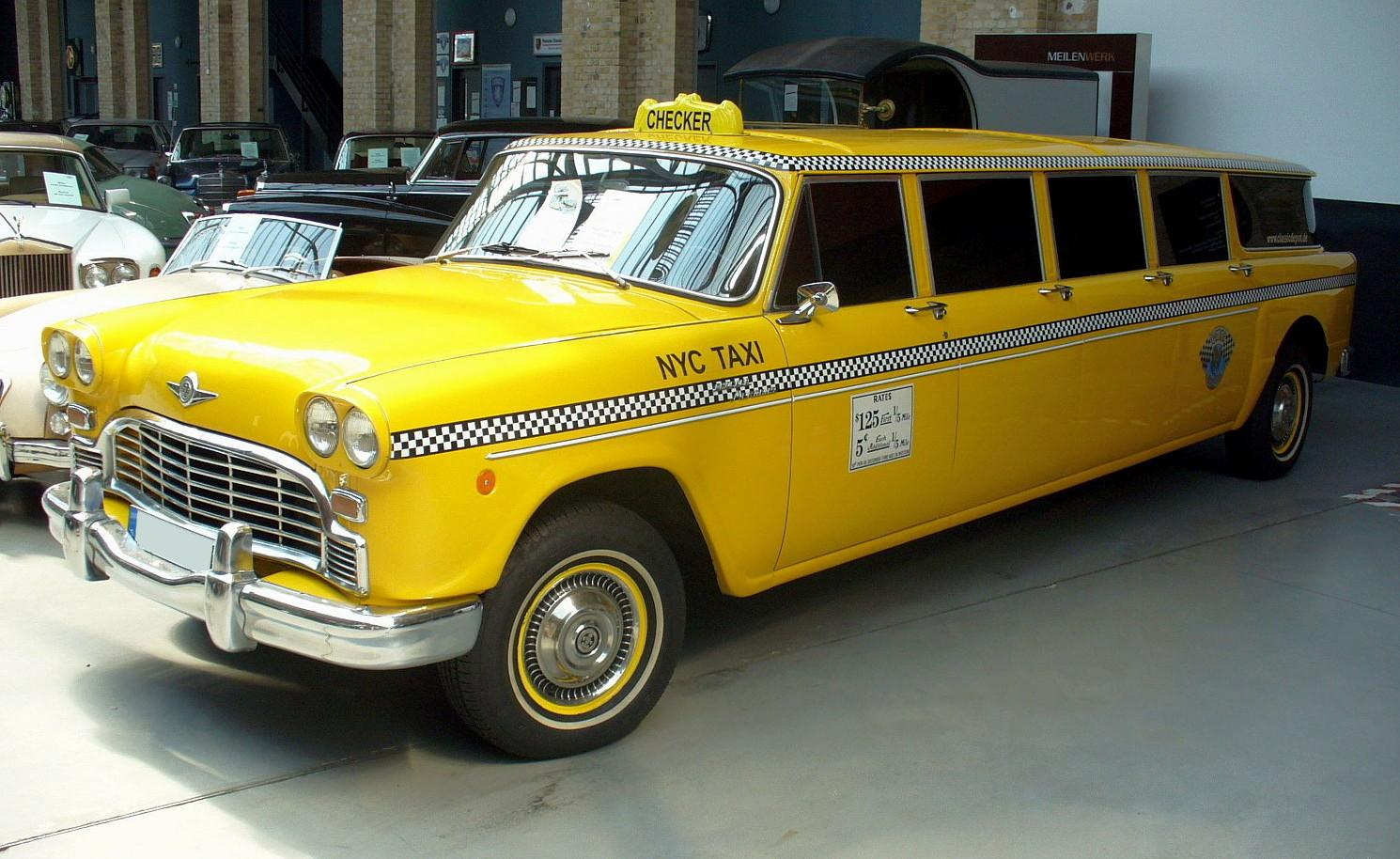
Checker Aerobus

Checker es conocida por su taxi, sobre el que construyó su negocio y su reputación. En sus primeros años, Markin no solo producía los vehículos, sino que también dirigía Checker Cab, una empresa de taxis que competía directamente con John D. Hertz, propietario de Yellow Cab.
Durante la década de 1930, Checker construyó remolques para Sears y cabinas de camión para la Ford Motor Company. También construyó cuatro prototipos Jeep que fueron probados por el Ejército de los EE. UU., desarrollados en asociación con la American Bantam Company (un fabricante de coches pequeños con sede en Austin) que presentaban tracción y dirección en las cuatro ruedas. Durante la Segunda Guerra Mundial, Checker construyó remolques y vehículos para la recuperación de tanques, así como semirremolques, cisternas para combustibles y de otros tipos.
Los diseños de Checker cambiaron con poca frecuencia; Markin mantuvo ciertas características mucho después de que los principales fabricantes de automóviles ya las hubieran modificado. Por ejemplo, los guardabarros delanteros abiertos permanecieron hasta la década de 1940 porque les ahorraba a los operadores el gasto de reparar abolladuras menores. Los modelos de taxi fueron designados por una serie de letras. Las modificaciones significativas en los modelos (como nuevos sistemas principales) fueron designadas por un número después de la letra que designaba el modelo.
Los vehículos comerciales de Checker generalmente recibían designaciones de letras en lugar de nombres de modelos (sobre todo variaciones del Checker Model A). Una excepción a esta regla fue el Checker Aerobus, una versión alargada con una gran distancia entre ejes que permitía que cada fila de asientos tuviera sus propias puertas. El Aerobus a menudo se asociaba con aeropuertos y estaciones de tren, aunque los centros vacacionales también usaban este modelo para el transporte de invitados.

## Automóviles de turismo
De 1922 a 1947, los vehículos de producción de Checker se construyeron casi exclusivamente para la actividad comercial del taxi, aunque los automóviles para uso particular estaban disponibles a pedido. En 1947 se introdujo el modelo Checker A3. La principal diferencia con el taxi A2 fue la inclusión de un asiento de banco delantero completo y un maletero con su propia portezuela. Checker tuvo un éxito limitado con el automóvil de placer A3.
En 1956 la empresa comenzó a expandir su canal de distribución con la introducción de oficinas regionales de ventas. Cuando Checker presentó el Model A8, pasó a formar parte oficialmente del mercado de venta minorista. Se generaron artículos y reseñas en Consumer Reports y en la revista Motor Trend.
Checker necesitaba ingresar al mercado de vehículos de consumo cuando las ventas de taxis disminuyeron, especialmente en la ciudad de Nueva York debido a las nuevas regulaciones de la Comisión de Taxis establecidas en 1954, que ampliaron la competencia a los Tres Grandes de Detroit. Checker necesitaba incorporarse al mercado minorista para dar salida a la producción que quedaba sin demanda debido a la pérdida del mercado de los taxis causada por la nueva mayor competencia.
La empresa continuó expandiendo su red de distribuidores a nivel regional. El primer mercado nuevo después de la ciudad de Nueva York fue Boston y partes de Nueva Inglaterra. En febrero de 1960, la compañía presentó el Checker Superba a nivel nacional, su primer modelo construido específicamente para el mercado de consumo. Uniéndose al Superba en 1962 estaba el Marathon, que ocupó el lugar del Superba Special. El Marathon constaba de sedanes de distancia entre ejes estándar y larga, además de familiares, que venían de serie con un asiento trasero abatible motorizado, que —combinado con diferentes carrocerías— elevaba el precio 350 dólares por encima del sedán. También se ofrecieron limusinas, ya que Checker buscaba acceder a otro mercado especializado. El único motor era el Continental de seis cilindros en línea, que se había utilizado en docenas de automóviles (incluidos los Kaiser-Frazer) y camiones desde la década de 1930. Se ofrecieron dos versiones: una unidad con culata en L de baja compresión con solo 80 HP (59,7 kW) y una unidad OHV con mayor compresión y 122 HP (91,0 kW). El cambio manual de tres marchas en la columna del volante era estándar y una caja automática de tres velocidades BorgWarner con sobremarcha opcional era una opción. Los turismos eran tan prácticos como los taxis, luciendo un tablero simple y plano con indicadores redondos (este aspecto permanecería sin cambios hasta los últimos Checker fabricados en 1982), alfombrillas de goma en lugar de alfombras y techos de madera prensada. Los pisos eran planos para permitir una fácil entrada y salida.
Los Checker se comercializaron sin grandes alardes publicitarios, utilizando campañas que se centraron en su durabilidad y estilo inmutable. También se promocionaron sus vehículos como automóviles capaces de recorrer 200 000 mi (321 868 km), en un momento en que la mayoría de los fabricantes de automóviles de los Estados Unidos rehuían comprometerse acerca del kilometraje que podrían recorrer sus vehículos.
El diseño del A12 Marathon y del A11 Taxicab se basó en el Checker Model A8 de 1956. El A8 fue la respuesta de Checker a las nuevas regulaciones sobre los taxis de la ciudad de Nueva York, que exigían una distancia entre ejes máxima de 120 plg (3048,0 mm). Los automóviles y taxis Checker utilizaron el mismo diseño básico de carrocería y chasis desde 1956 hasta que cesó la producción, ya que Morris Markin declaró que no habría cambios importantes mientras hubiera demanda para el automóvil. Sin embargo, se realizaron numerosas modificaciones en la apariencia de los automóviles durante sus períodos de producción, especialmente a finales de los años sesenta y setenta.
A partir de 1967, se instaló una columna de dirección de absorción de energía para cumplir con las normas de seguridad, similar en apariencia a la columna de AMC. Las luces de posición laterales redondas en cada guardabarros se agregaron en 1968. Los cinturones de seguridad se instalaron según lo exigido por el gobierno de los Estados Unidos, incluidos los cinturones de hombro en los Chequer construidos después de diciembre de 1967. Los coches de 1969 tenían apoyacabezas de gran altura y los modelos de 1970 incluyeron el bloqueo de la columna de dirección y de la palanca de cambios. Los Chequer de 1974 sustituyeron los atractivos parachoques cromados por piezas pintadas de aluminio con forma de viga. Los modelos de 1975 presentaban un convertidor catalítico para la reducción de emisiones, que venía con una etiqueta de "Solo combustible sin plomo" tanto en el indicador como en el tapón de llenado de combustible. Durante la década de 1970, Checkers adoptó un conjunto de columna de dirección estándar de origen Chevrolet, incluido el volante (sin las insignias de "Chevrolet"), la palanca de cambios y el interruptor de encendido.
Los modelos de 1978 y posteriores se pueden identificar porque Chevrolet cambió a un diseño de volante "Delta Spoke" (con los radios formando un núcleo triangular), utilizado en los Checker. También se quitaron los asientos plegables traseros, ya que no superaban las pruebas de seguridad. Los limpiaparabrisas de acción paralela también aparecieron en los modelos de 1978. El automóvil tenía una economía de combustible muy pobre, ya que la parte delantera alta y el compartimiento del motor habían sido diseñados para un Continental de seis cilindros en línea de 226 pulgadas cúbicas, que requería un compartimiento de motor grande.
En general, las ventas de Checker comenzaron a reducirse en la década de 1970, lo que provocó que la empresa redujera su capacidad de producción. Las limusinas se abandonaron después de 1970 y los familiares las siguieron en 1974. Los sedanes de distancia entre ejes estándar y larga se mantuvieron hasta el final. Esta disminución se debió a una serie de factores, como la crisis del petróleo de 1973 (y más adelante, la recesión de 1979-1982), lo que provocó que los Tres Grandes perdieran gran parte de sus ventas habituales y tratasen de compensar la caída interviniendo en el mercado de flotas de manera más agresiva.
Checker no podía aspirar a competir en precio, que debido a la inflación había subido a casi 5.000 dólares a mediados de la década. Este era territorio de Buick y de Chrysler, y se había convertido en una gran suma para un automóvil anticuado con una calidad de construcción poco impresionante. Los requisitos de seguridad y emisiones agregaron costos adicionales. Mientras tanto, la compañía rechazó varias propuestas para reemplazar su clásico diseño de 20 años de antigüedad. La producción de automóviles Checker cesó finalmente en 1982, después de que hubiera caído a menos de 1000 vehículos por año.
En 1964, Checker dejó de usar motores fabricados por Continental, que había estado perdiendo dinero en cada unidad vendida a Checker durante varios años. Checker no podía asumir un aumento de precio, por lo que experimentó con varias opciones de motor, incluido el Chrysler 318. Finalmente, optó por un motor Chevrolet de seis cilindros en línea. Ese motor, junto con el Chevrolet V-8 opcional, se usó hasta finales de la década de 1970. Los motores y transmisiones coincidieron con los modelos Chevrolet de tamaño completo. Durante la década de 1970, la transmisión Turbo-Hydramatic 400 del Chevrolet Impala se instaló en todos los sedanes Checker. Algunos de los últimos vehículos de la marca estaban equipados con un motor Oldsmobile V8 350 diésel.
Cuando GM dejó de fabricar los motores de seis cilindros en línea para sus modelos Chevrolet de tamaño completo a partir de 1980, Checker compró un V6 pequeño que también se usó en los Chevrolet grandes. Sin embargo, la parrilla y el capó grandes y altos contribuyeron a una mala aerodinámica, lo que contribuyó a la mala economía de combustible del automóvil. Varios V6 se convirtieron para usar propano como combustible. Muchos de los troqueles de estampado de la carrocería se desgastaron después de 20 años de uso, y eso requirió ajustes manuales de la carrocería y de los guardabarros por parte de mecánicos para que las piezas encajaran. Los guardabarros y las puertas fueron las partes más problemáticas, ya que los taxis se veían involucrados en numerosos accidentes menores debido a su uso intensivo. Con el Marathon anticuado y sin venderse en cantidades viables, y sin recursos para desarrollar un nuevo modelo, Checker decidió abandonar el negocio de fabricación de automóviles. Los últimos modelos se produjeron para el año modelo de 1982 y el último automóvil salió de la línea de montaje el 12 de julio de 1982, después de que los miembros de la familia Markin decidieran finalizar la producción en lugar de satisfacer las demandas laborales. El último de los taxis New York Checker se retiró en 1999, ya que se aprobó una ordenanza de la ciudad de Nueva York en 1996 por la que los taxis deben reemplazarse después de seis años de servicio.

## Epílogo

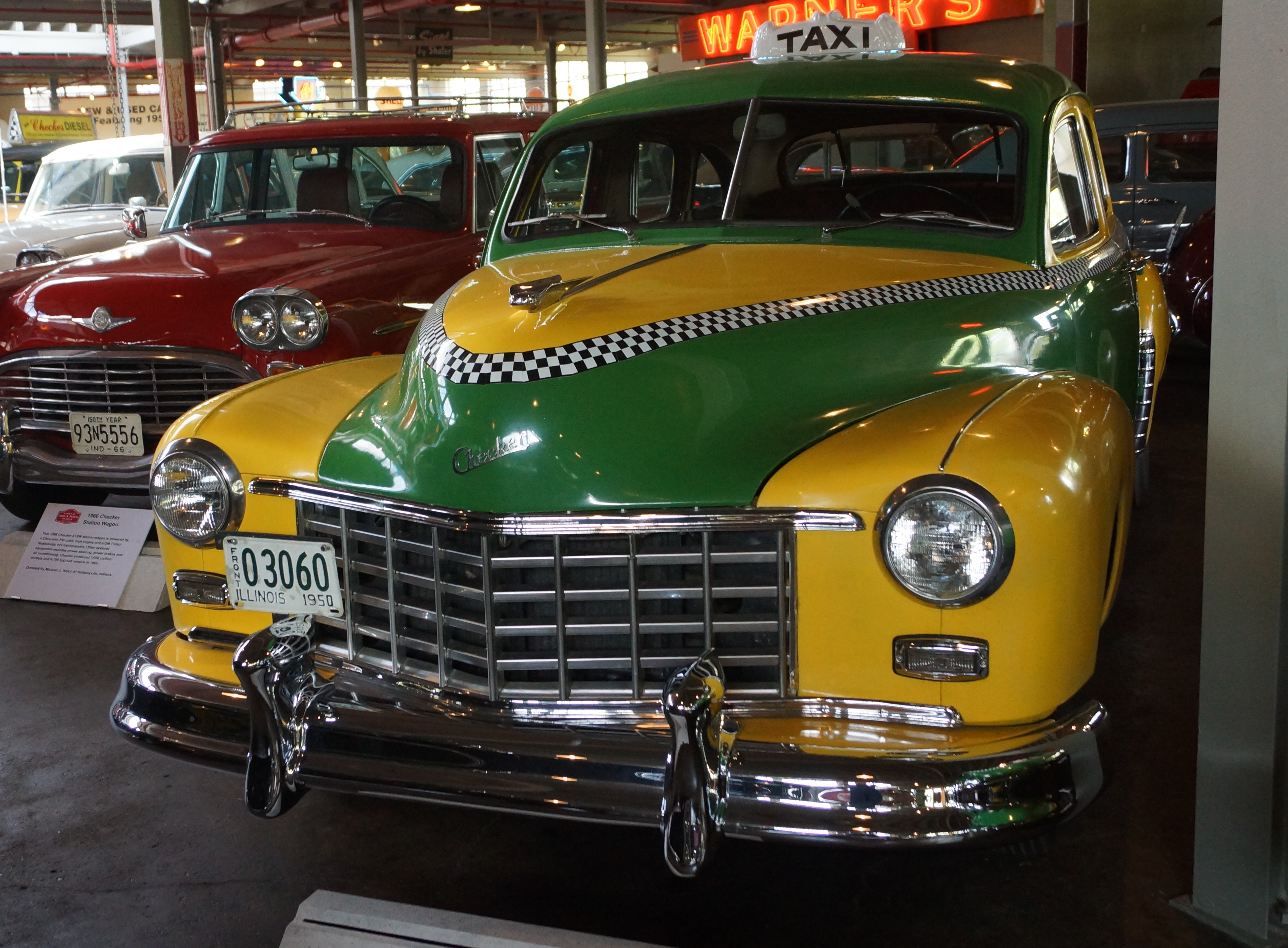
Checker A4 de 1950

Hoy en día, la gran mayoría de los automóviles Checker han desaparecido, después de haber pasado una vida dura como taxis en las calles de la ciudad en mal estado. Algunos de los últimos modelos A11 y A12 todavía se conservan y, ocasionalmente, salen a la venta en exhibiciones de coches de colección y páginas de Internet. Prácticamente todos los modelos anteriores a 1960 han desaparecido, con la excepción de un puñado de ejemplares conservados en algunos museos, ya que nunca fueron apreciados como coches de colección. Algunos Checker de la posguerra están en manos de coleccionistas, y solo se sabe que existe un Modelo A de 1940. Está restaurado y pertenece a una colección privada. Dos Checker Model A2 en funcionamiento sobreviven en Finlandia. Solo existe un modelo Checker A4 y otro A3, propiedad de un coleccionista privado de Checker. Tres Checker A8 se han preservado y también son propiedad de coleccionistas privados. El último automóvil Checker ensamblado, el A11 Chicago Taxi de 1982, forma parte de la colección del Museo del Automóvil Gilmore en Hickory Corners, Míchigan. Nunca llegó a usarse como taxi, por lo que sigue estando prácticamente nuevo, con menos de 10 millas en su cuentakilómetros. El Museo Gilmore también posee un Modelo H de 1923 y un Modelo Y Yellow Cab de New London, Connecticut, y posee el único Modelo M conservado. El Museo del Automóvil Auburn Cord Duesenberg posee el único Modelo T sobreviviente. También está presente el A11 "Cab 804" de 1978, que se hizo famoso en el programa de televisión "Taxi". Pintado con los colores de la ciudad de Nueva York, permanece básicamente nuevo, con menos de 400 millas en total en su cuentakilómetros.
La empresa de inversión privada Oak Point Partners adquirió los activos remanentes, que consisten en activos conocidos y desconocidos que no se administraron previamente, resultado del estado de quiebra de "Checker Motors Corporation" a fecha 31 de enero de 2018.